# Christine Burns
Christine Burns OBE (Redbridge, fevereiro de 1954) é uma ativista política britânica mais conhecida por seu trabalho com a Press for Change e, mais recentemente, como consultora de saúde reconhecida internacionalmente. Burns recebeu um MBE em 2005 em reconhecimento ao seu trabalho representando pessoas transgênero. Em 2011, ela ficou em 35º lugar no Pink List anual do jornal The Independent on Sunday de lésbicas, gays, bissexuais e transgêneros influentes no Reino Unido.

## Carreira
Burns nasceu no bairro londrino de Redbridge e frequentou a Universidade de Manchester, onde obteve honras de primeira classe em ciência da computação em 1975 e um mestrado em 1977. Durante seu tempo como consultora de tecnologia da informação (TI) da cidade e ativista conservadora, ela optou por não revelar sua história trans aos colegas. Em 1995, Burns se assumiu para a liderança conservadora local para fazer uma campanha mais aberta. Os tabloides britânicos, no entanto, optaram por ignorá-la por ser "muito comum". Lembrando dessa época, ela brinca sobre sua mudança de percepção de si mesma como ativista trans: "Percebi que algo havia mudado em 1997, quando percebi que era mais constrangedor admitir ser conservadora do que ser uma mulher trans."

## Organização Press for Change

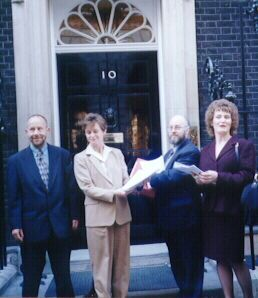
Organização Press or Change (PFC) no Ten Downing Street

Em 1992, foi criada a Press for Change (PFC), que se tornou uma organização de lobby e apoio jurídico fundamental para pessoas trans no Reino Unido.
Durante 1992, Burns dirigiu uma empresa de consultoria em TI, a "Cheshire Computer Consultants", e foi secretária da filial local do Partido Conservador. Burns juntou-se à Press for Change em 1993, mas só tornou pública a sua história transgênero em 1995. Ela conseguiu manter a sua privacidade inicial, uma vez que as primeiras campanhas do PFC eram em papel e, como tal, bastante discretas. Ela viria a tornar-se uma figura de liderança na obtenção do reconhecimento legal para pessoas trans.
No Natal de 1995, ela criou o site do PFC como subpáginas dentro de sua própria página inicial no Compuserve – um dos primeiros sites sérios de campanha e informação para minorias na web. Como editora do site, ela idealizou o extinto slogan do PFC: "Buscando nada mais, nada menos do que o que VOCÊ considera garantido". Em meados de 1997, Burns e a nova webmistress do PFC, Claire McNab, registraram o domínio www.pfc.org.uk e moveram as páginas existentes para um servidor comercial.
Representando o PFC, Burns juntou-se ao Fórum Parlamentar sobre Transexualismo logo após a sua criação no início de 1995. Ela também foi eleita para fazer parte do conselho de governo político da ONG de direitos humanos, Liberty.

### Vitória no caso judicialP vs S
Em 1996, o trabalho jurídico da PFC, liderado por Stephen Whittle, garantiu a vitória do caso P vs S e Cornwall County Council no Tribunal de Justiça Europeu (TJE). É a primeira jurisprudência, em qualquer lugar do mundo, que impede a discriminação no emprego ou na educação profissional porque alguém é trans.
P era gerente de um estabelecimento de ensino, mas foi demitida após informar seu empregador de que pretendia se submeter a uma mudança de sexo. Um tribunal trabalhista subsequente concordou que P foi de fato demitida devido à sua mudança de sexo. O tribunal, no entanto, não acreditava que ela tivesse um recurso sob a Lei de Discriminação Sexual (SDA, em inglês). Na época, a SDA proibia tratamento adverso para homens e mulheres por pertencerem a um ou outro sexo.
O tribunal perguntou ao TJCE se a Diretiva sobre Igualdade de Tratamento – que estabelece que não deve haver "nenhuma discriminação em razão do sexo" – se aplicava quando alguém está mudando ou já mudou de sexo. Em uma decisão histórica, o TJCE deixou claro que a mudança de sexo é um aspecto do sexo: o que significa que a demissão relacionada à mudança de sexo viola a Diretiva. Como membro da Comunidade Europeia, o Reino Unido é obrigado a garantir que a legislação britânica esteja sempre em conformidade com o Direito Europeu (do qual a Diretiva sobre Igualdade de Tratamento faz parte).
Quando o caso de P voltou ao tribunal, a sua queixa de discriminação foi aceite e ela foi compensada financeiramente.

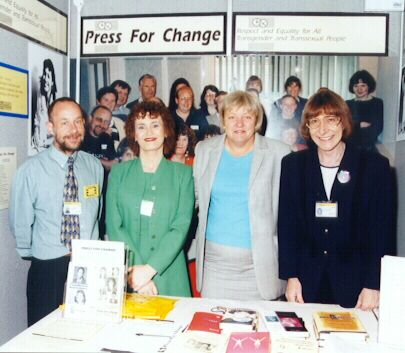
Press for Change, com Mo Mowlam – 1 de outubro de 1997

A vitória do caso judicial P vs S ajudou o PFC a ganhar apoio dos jornalistas e levou ao primeiro trabalho presencial do grupo com funcionários públicos e ministros. Stephen Whittle forneceu análises jurídicas enquanto Burns e Claire McNab buscaram áreas de influência política.
O julgamento do TJCE foi em abril de 1996, mas foi somente no início de 1998 (após a mudança de governo) que o Departamento de Educação e Emprego (DfEE) decidiu responder. O DfEE lançou uma consulta sobre a legislação proposta que perguntava, entre outras coisas, se pessoas trans deveriam ser autorizadas a trabalhar com crianças ou adultos vulneráveis. Indignado, Burns instou os seguidores do PFC a escreverem para seus parlamentares e também para Cherie Blair: uma especialista em discriminação e direito público e esposa do então primeiro-ministro, Tony Blair. Mais de 300 pessoas trans e seus apoiadores responderam com um apelo forte e inequívoco para reformular a legislação proposta.
Como consequência, Burns foi convidado a se reunir com Margaret Hodge, deputada e Ministra da Educação e Emprego do novo governo trabalhista. Em meio a negociações difíceis e em andamento, Burns e Claire McNab, do PFC, pressionaram para manter as novas regulamentações trabalhistas o mais transparentes possível. Avaliando o sucesso, Burns deu ao PFC "sete em dez".
Para garantir que as campanhas do PFC permanecessem focadas e responsáveis, Burns escreveu os "Cinco Princípios" para testar a acção governamental em Maio de 1997 (logo após o Governo Trabalhista ter chegado ao poder).
Burns criticou os profissionais de saúde mental por preconceito contra pessoas trans. Ela afirma que alguns psiquiatras encaminham para cirurgia apenas os pacientes que consideram atraentes, e ela foi uma das primeiras críticas ao controverso livro de 2003, The Man Who Would Be Queen, de J. Michael Bailey. Ela também criticou pesquisas que afirmam que pessoas trans são menos felizes após a transição. Além disso, Burns defendeu os jovens trans e suas famílias que buscam intervenção médica quando menores.

### Lei de Reconhecimento de Gênero e MBE
Burns foi um dos principais negociadores do PFC com ministros e funcionários públicos durante a elaboração, apresentação e debate do Projeto de Lei de Reconhecimento de Gênero.
Ela coescreveu a submissão do PFC de 1999 ao Grupo de Trabalho Interdepartamental sobre Transexualismo criado por Jack Straw. O Grupo de Trabalho investigou os problemas enfrentados por pessoas trans no Reino Unido e possíveis soluções legislativas para eles. O grupo se desfez após a publicação de um documento de política em abril de 2000, um precursor do Projeto de Lei de Reconhecimento de Gênero. Em uma crítica ao documento, Burns escreveu: "Os autores do relatório e os ministros que aprovaram o relatório para publicação também parecem ter nos dado uma tremenda quantidade de corda para enforcar o governo e forçá-lo agora ao ato final nesta saga de mais de trinta anos".

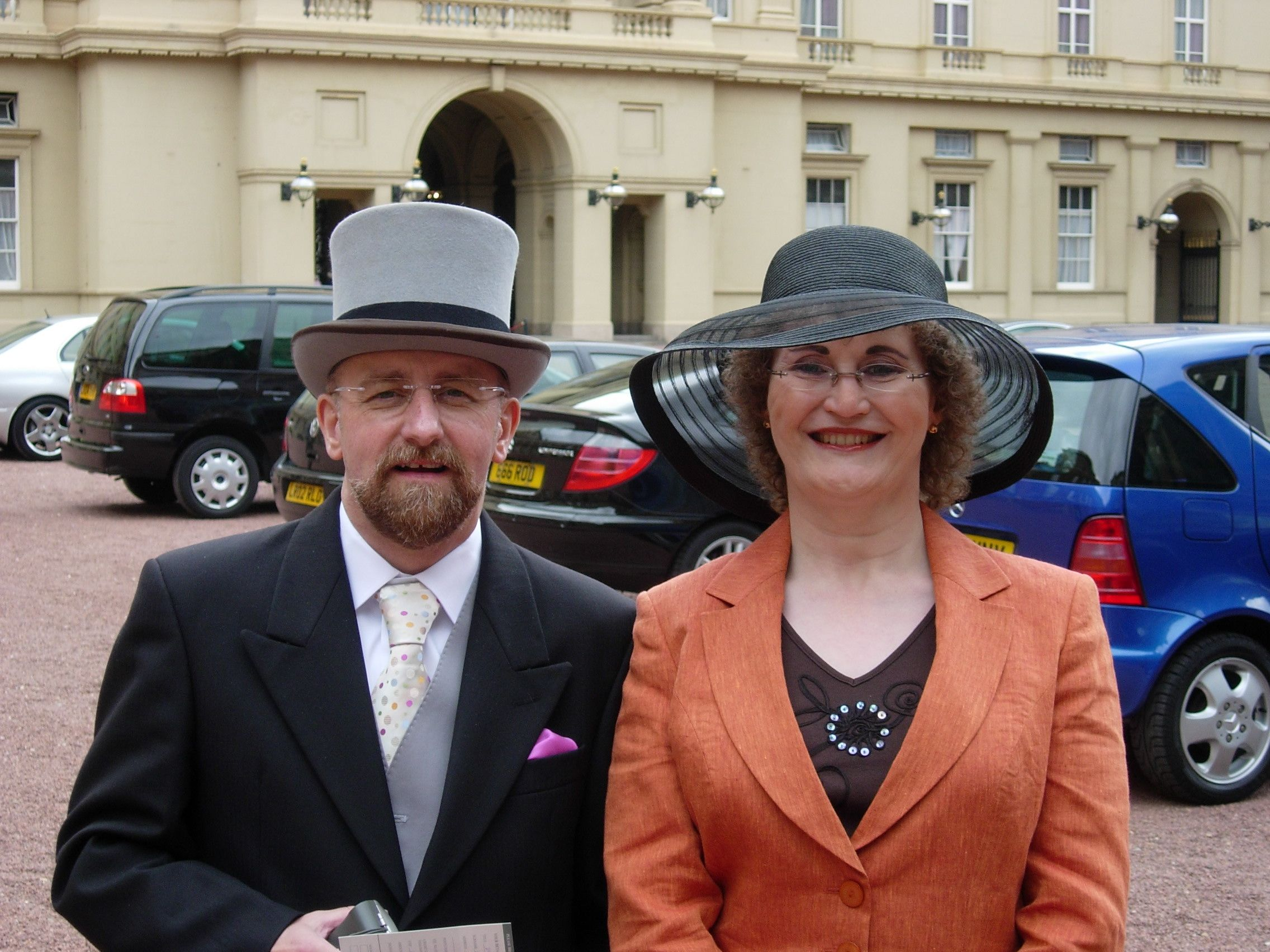
Stephen Whittle (OBE) e Christine Burns (MBE) no Palácio de Buckingham

Durante dois anos, o governo não levou a questão adiante. Então, em um julgamento proferido em Estrasburgo em 11 de julho de 2002 no caso Christine Goodwin vs. Reino Unido, o Tribunal Europeu de Direitos Humanos decidiu por unanimidade que:
- houve violação do artigo 8.º (direito ao respeito pela vida privada e familiar) da Convenção Europeia dos Direitos do Homem;
- houve violação do artigo 12 (direito de casar e de constituir família)[34]

Após a decisão, o Ministério do Interior trabalhou com a PFC para desenvolver os princípios que viriam a sustentar o Projeto de Lei de Reconhecimento de Gênero. Burns descreve longas horas "elaborando e concordando com propostas complexas dentro de prazos extenuantes que os próprios servidores públicos jamais suportariam". Consequentemente, a PFC teve uma participação considerável no que se provou ser um ponto de virada crucial na batalha pelo reconhecimento legal de pessoas trans. De acordo com o Telegraph, os ministros temiam, em particular, que as reformas legais gerassem um clamor público "semelhante ao causado pela revogação da Seção 28".
Fazendo uso do projeto de lei pelo qual fez campanha, Burns foi uma das primeiras a obter um certificado reconhecendo seu gênero sob a Lei de Reconhecimento de Gênero de 2004. Ela disse: "Para a maioria, foi algo profundamente pessoal – não algo para gritar, mas um pedaço de papel para segurar, para chorar um pouco e sentir o encerramento finalmente." Burns foi homenageada com um MBE no mesmo ano que Stephen Whittle por seus esforços em nome das pessoas trans. Seu lobby foi elogiado pelo deputado Gerald Kaufman, que a descreveu como "corajosa e tenaz".
Em 2007, ela contou à BBC sobre os direitos que ajudou a conquistar para pessoas trans: "Em 1992, quando o Press For Change foi criado, [pessoas trans] não tinham direitos trabalhistas, não podiam se casar, não tinham direito à privacidade e todas essas coisas foram conquistadas por meio de mudanças na lei. (...) Sou uma mulher transexual, agora sou considerada mulher perante a lei, o que significa que isso afeta minha idade de aposentadoria, significa que posso me casar com um homem e também me proporciona uma proteção considerável da minha privacidade. Então, por exemplo, se eu revelar minha origem transexual a alguém em uma função oficial e essa pessoa depois sair contando para outra pessoa, isso é um crime."

## Trabalho político e saída do PFC
Em 2005, Burns começou a se concentrar sua atuação na comunicação e na saúde. Ela deixou a PFC em novembro de 2007 para lidar com questões estratégicas com autoridades públicas e orientar ativistas mais jovens.

### Consultor de saúde do NHS e internacional
O Departamento de Saúde criou um Grupo Consultivo de Orientação Sexual (SOAG) em 2004. Após lobby da Press for Change, o Departamento de Saúde mudou o nome para Grupo Consultivo de Orientação Sexual e Identidade de Gênero (SOGIAG) para ser mais inclusivo das necessidades e identidades trans. Burns foi convidada a presidir o fluxo de trabalho transgênero do SOGIAG em 2005. Como presidente, ela viu a necessidade de pesquisa e literatura oficial que apoiassem o tratamento e estabelecessem padrões, então, em 2006, ela encomendou nove publicações – que variavam de orientações para médicos de família a conselhos para jovens. Em seguida, o Departamento de Saúde a contratou diretamente para escrever um recurso para gestores e formuladores de políticas do NHS chamado "Trans: Um Guia Prático para o NHS".
Durante seu mandato como presidente (julho de 2006 a maio de 2010), Burns convidou a Charing Cross Gender Identity Clinic para discussões na SOGIAG e no Fórum Parlamentar sobre Transexualismo. Em 2009, ela entrevistou Stuart Lorimer, um clínico da Charing Cross Gender Identity Clinic, em Londres. No mesmo ano, ela foi formalmente nomeada para o Grupo Consultivo de Lésbicas, Gays, Bissexuais e Transgêneros do Departamento de Saúde.
Em 2005, as agências do setor público do Noroeste, lideradas pela Agência de Desenvolvimento do Noroeste e pela Assembleia Regional do Noroeste, começaram a preparar uma estratégia regional de igualdade e diversidade. Burns se envolveu por meio de um painel de engajamento público, que se tornou o Grupo de Igualdade e Diversidade do Noroeste (NWEDG). Como presidente do NWEDG, Burns também fez parte do Grupo de Estratégia de Igualdade do Noroeste (ESG). Por meio do NWEDG e do ESG, ela ajudou a criar uma celebração regional anual de diversidade chamada "Celebr8, Don't Discrimin8". A campanha incluiu uma série de curtas-metragens, alguns dos quais estão disponíveis no YouTube.
Ela foi convidada para ser consultora em vários projetos para o NHS Northwest, incluindo pesquisas e análises que levaram à publicação de "A Landscape of the Region" (que ela escreveu para o SHA). Posteriormente, ela se tornou gerente de programa da equipe de Igualdade e Diversidade da autoridade de saúde em 2009. Ela trabalhou em uma série de recursos para lésbicas, gays, bissexuais e transgêneros, incluindo uma linha do tempo da história LGBT, diretrizes de monitoramento e uma ferramenta de benchmarking de GP, Pride in Practice. Sobre a importância da linha do tempo LGBT, Christine disse: "Conhecer nossas histórias pode tornar a vida um pouco mais fácil para nossas comunidades terem modelos e garantir nosso lugar em organizações como o NHS." Ela também esteve diretamente envolvida na criação da primeira estrutura de gestão de desempenho para resultados de igualdade no NHS, o Equality Performance Improvement Toolkit (EPIT) e a estrutura de competência do NHS para liderança de igualdade e diversidade.

### Cimeiras de Saúde LGBT do Reino Unido

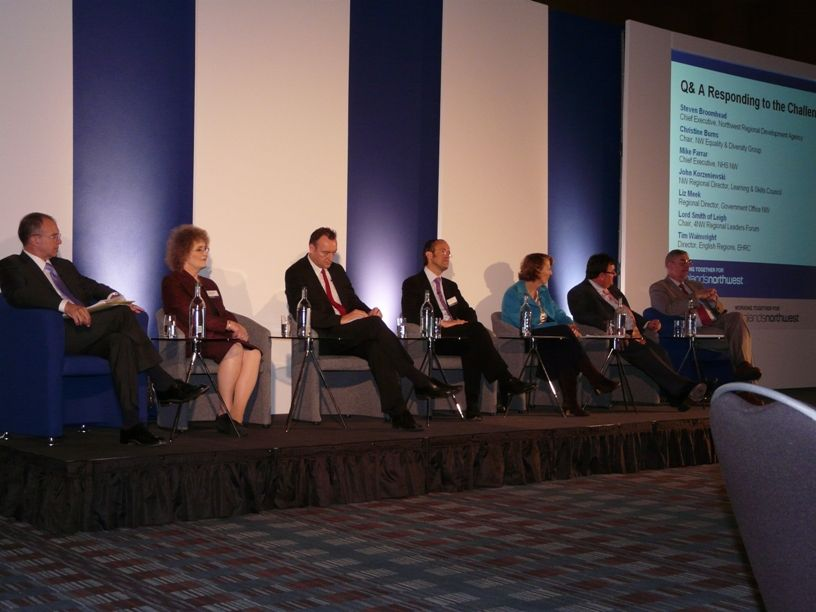
Christine Burns MBE com líderes de agências regionais do noroeste

A primeira Cúpula de Saúde LGBT do Reino Unido foi realizada em Londres em 2006, com mais de 160 profissionais de saúde, profissionais do setor voluntário e estatutário, ativistas, organizadores comunitários e militantes de base. A Cúpula de Saúde LGBT surgiu do trabalho da SOGIAG com o Departamento de Saúde e Burns, entre outros, garantindo o envolvimento trans adequado desde o início. Ela foi copresidente da Cúpula de Saúde LGBT de 2010 e produziu um minidocumentário para a ocasião.
Sua reconhecida liderança e conhecimento sobre pessoas trans na área da saúde foram reconhecidos pela Associação Profissional Mundial para a Saúde Transgênero (WPATH), que convidou Burns para ser a representante britânica em seu painel consultivo internacional. O painel teve influência sobre a sétima edição dos Padrões de Cuidados para a Saúde de Pessoas Transexuais, Transgêneros e Não-Conformes de Gênero. Também contribuiu com sugestões consultivas para as submissões da WPATH ao processo de revisão da Classificação Internacional de Doenças na Organização Mundial da Saúde.

### Reforma dos veículos de comunicação
Burns defendeu uma melhor representação da mídia sobre pessoas trans, incluindo Hayley Cropper em Coronation Street e Nadia Almada no Big Brother. Em dezembro de 1998, Julie Hesmondhlagh, a atriz que interpreta Hayley, concordou em se tornar a patrocinadora oficial da Press for Change.
Sob a liderança de Burns, a PFC desenvolveu relacionamentos profissionais com jornalistas, cineastas e órgãos reguladores e respondeu a notícias ofensivas de forma "responsável e construtiva". Nos últimos anos, ela se envolveu cada vez mais em trabalhos de bastidores: aparecendo na televisão e no rádio como porta-voz de campanha e prestando consultoria em nível de produção.
Ela também apoiou pessoas que estavam lidando com a mídia, incluindo a Conselheira Ros Mitchell, que fez a transição enquanto estava no Conselho do Condado de Bristol. Mitchell enfrentou intrusão indesejada da imprensa de seu jornal local, além de críticas do Guardian. Durante a primavera de 1998, Burns colaborou em um programa da BBC Home Ground (feito pela BBC Bristol) que documentou a transição de Mitchell. Escrevendo no site do PFC, Burns alegou que um vereador trabalhista furioso ameaçou um correspondente da BBC Politics com violência física durante a produção.
Em 1999, a Sargento-mor Joanne Rushton revelou sua intenção de fazer a transição de homem para mulher – levando o Ministério da Defesa britânico a anunciar que pessoas transgênero seriam autorizadas a servir nas Forças Armadas. Burns recebeu bem a notícia, mas expressou preocupação com a possível reação do Exército ao Sargento-mor Rushton em um relacionamento: "Joanne será fisicamente uma mulher, mas legalmente será um homem". (...) Dada a proibição da homossexualidade pelo Exército, não está claro se ela poderá ter relações sexuais com um homem ou uma mulher – se é que terá alguém."
Em 2004, ela respondeu à cobertura da BBC sobre o assassinato do homem trans Brandon Teena com uma campanha para mudar as diretrizes editoriais em torno dos pronomes de gênero. Burns trouxe Tim Toulmin perante o Fórum Parlamentar pouco antes de ele ser promovido a chefe da Comissão de Reclamações da Imprensa. Ela também pesquisou e produziu o relatório do PFC "Pessoas Transexuais e a Imprensa", que levou a Comissão de Reclamações da Imprensa a mudar seu Código de Práticas dos Editores. Após o frenesi da mídia em torno da gravidez de Thomas Beatie em 2008, Burns defendeu o direito dos homens trans de ter filhos: "Isso é como dizer que você não pode ser mulher e ter uma carreira (...) A ironia é que tivemos um debate no feminismo sobre a ideia de que se os homens pudessem ter filhos estaríamos numa posição muito diferente e, no entanto, quando isso acontece, existe um medo enorme."

### Mês da História LGBT e oratória

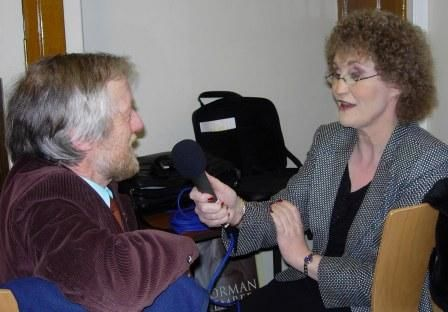
Mark Rees entrevistado por Christine Burns MBE em 2008

Em 2005, Burns se envolveu no apoio ao Mês da História LGBT e contribuiu com perfis de Mark Rees e Stephen Whittle para o site da instituição de caridade. Ela também produziu um plano de aula sobre variação de gênero. Ela relatou momentos-chave em seu trabalho como ativista trans no site, incluindo a viagem do PFC a Downing Street e o projeto de lei de Alex Carlile propondo meios para corrigir as certidões de nascimento e o status de pessoas transgênero em meados da década de 1990. Burns foi convidada a se tornar uma Patrona do Mês da História LGBT em 2010, tornando-a a primeira patrona trans da campanha educacional.
Burns discursou em uma conferência sobre questões trans organizada pela Universidade de East Anglia em 2007. Em 2008, ela foi a palestrante principal em uma conferência realizada pelo Trans Resource and Empowerment Centre e pelo Centre for Local Policy Studies. Na conferência da Comissão de Inspeção de Assistência Social em 2007, ela explicou que os usuários de serviços trans, parentes, partes interessadas profissionais e equipe de atendimento são frequentemente vulneráveis e requerem proteção contra abusos.
Burns introduziu podcasts no site do PFC quando o termo era amplamente desconhecido e continuou a transmitir no site até sua saída em 2007. Em 2008, ela apresentou a primeira temporada de Just Plain Sense, seus podcasts pessoais detalhando uma variedade de tópicos de igualdade e diversidade da Grã-Bretanha contemporânea. Uma de suas primeiras convidadas foi Lynne Jones MP, a presidente original do Fórum Parlamentar sobre Transexualismo na década de 1990.

### Reconhecimentoda Pink List
Burns apareceu na posição 96 na lista Pride Power List 2011 da revista Time Out –  uma compilação de lésbicas, gays, bissexuais e transgêneros influentes. Ela era a única pessoa trans na lista e foi colocada entre o cantor George Michael e a dama da pantomima Christopher Biggins. Em seu blog, Burns respondeu criticando essas listas como subjetivas e divisivas. No entanto, no ano seguinte, o jornal The Independent on Sunday a posicionou como a segunda pessoa trans com melhor classificação em sua Lista Rosa anual.

## Obras publicadas
- Burns, C (1994). What do transsexuals have for breakfast? (em inglês). Manchester, England: GENDYS '94, The Third International Gender Dysphoria Conference. Cópia arquivada em 26 de outubro de 2021
- Burns, Christine (1999). If That's Your Idea of Non-Discrimination. In Tracie O' Keefe (ed.) - Sex, Gender and Sexuality: 21st Century Transformations (em inglês). [S.l.]: Extraordinary People Press. ISBN 0-9529482-2-2
- Burns, Christine (2003). The Second Transition. In Tracie O' Keefe and Katrina Fox (eds.) - Finding the Real Me: True Tales of Sex and Gender Diversity (em inglês). [S.l.]: Wiley. ISBN 0-7879-6547-2
- Burns, Christine (2004). Transsexual People and the Press: Collected Opinions from Transsexual People Themselves (PDF) (em inglês). [S.l.]: Press for Change
- Ali, S; Burns, C; Grant, L (2012). Equality and diversity in the health service: An evidence-led culture change (em inglês). [S.l.: s.n.] pp. 41–60. doi:10.1002/jpoc.20095
- Burns, Christine (janeiro de 2018). Trans Britain: Our Long Journey from the Shadows (em inglês). [S.l.]: Unbound. ISBN 978-1783524716